# Rachel Anne Moore
Rachel Anne Moore (* 3. März 1985 in Seattle, Washington als Rachel Anne Currie) ist eine US-amerikanische Opernsängerin (Sopran) und Musicaldarstellerin.

## Leben
Moore studierte Operngesang an der Indiana University, an der sie 2007 ihren Abschluss machte. Anschließend absolvierte sie einen Master-Studiengang an der University of Tennessee, den sie 2010 abschloss. Bereits während ihres Studiums hatte sie verschiedene Engagements in der Oper und arbeitete unter anderem im Studio Artist Programme der Knoxville Opera.
Moore sang in verschiedenen Opern und Musicals in den USA, wie Street Scene, The Student Prince und Rigoletto.
Ihre Rolle als Carlotta in Andrew Lloyd Webbers Das Phantom der Oper machte sie auch in Deutschland populär. Sie war ihre erste Musicalrolle. Sie spielte sie von November 2013 bis Ende August 2015. Vom 15. Oktober 2015 bis zum 30. September 2016 spielte sie die Rolle der Christine Daaé in der Fortsetzung Liebe stirbt nie.